# Chasseur à cheval

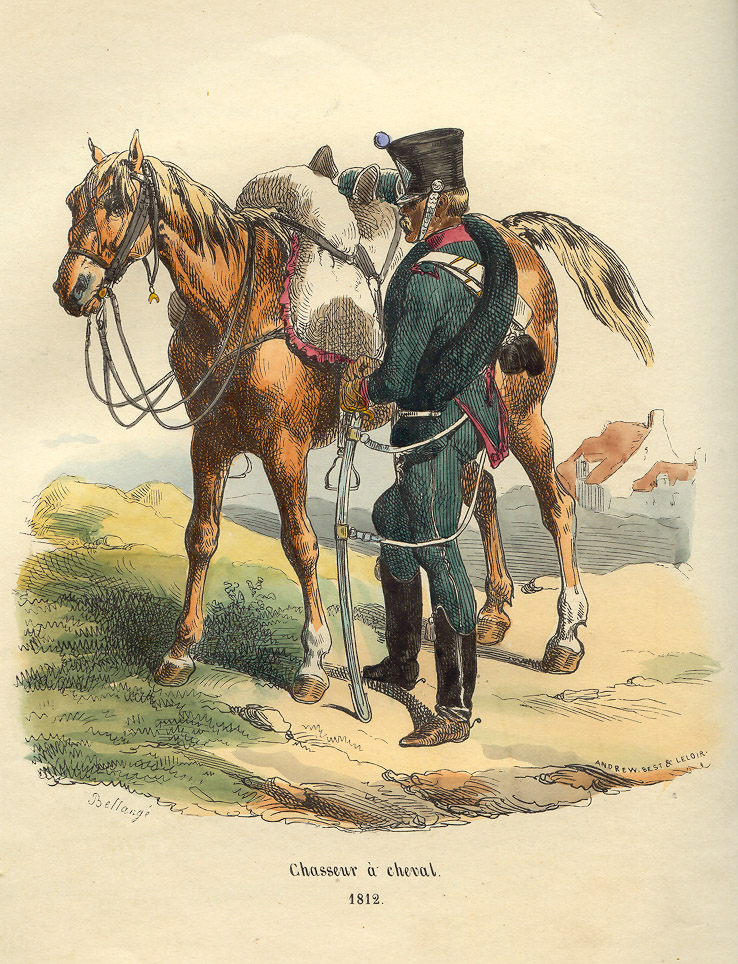
Chasseur à cheval français de la ligne sous le Premier Empire d'après Hippolyte Bellangé.

Un chasseur à cheval est un type de cavalier militaire appartenant à la cavalerie légère, chargé généralement de missions de reconnaissance et d'éclairage de l'armée.

## France
La première unité de cavalerie française qui a reçu le nom de chasseurs, est les chasseurs de Fischer (1743-1761).
Cette unité composite, regroupant cavalerie et infanterie, a été créée par Johann Christian Fischer, un mercenaire allemand au service de la France durant la guerre de Succession d'Autriche. Il arrivait alors fréquemment que des hussards autrichiens s’emparent des chevaux français; pour les reprendre, un corps de partisans est créé par Fischer, qui va « chasser » les montures. Ce corps de volontaires, formé de domestiques hardis, est reconnu par une ordonnance du 1er novembre 1743 : c’est la « Compagnie franche des chasseurs », composée de 45 chasseurs à pied et de quinze cavaliers; Fischer en est fait capitaine,. 

Cette compagnie devient le corps mixte des cavaliers, fantassins et chasseurs de Fischer, à effectif de 600 hommes (deux tiers de fantassins, un tiers de cavaliers). Ils se distinguent au siège de Bergen-op-Zoom en 1747; Fischer tient alors rang de Brigadier des armées du Roi d’infanterie et de cavalerie. 

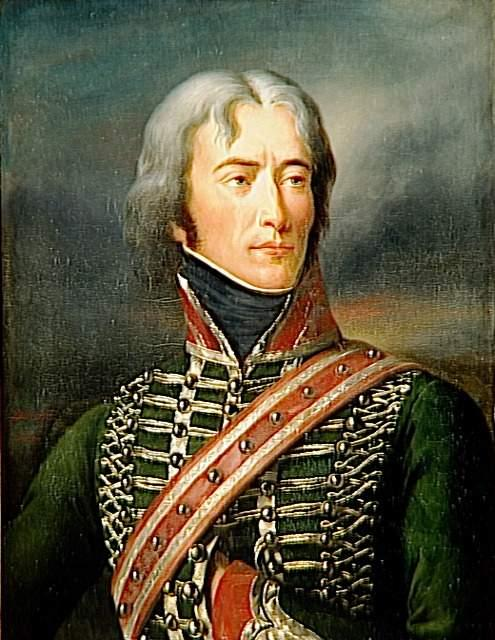
Antoine Richepanse.
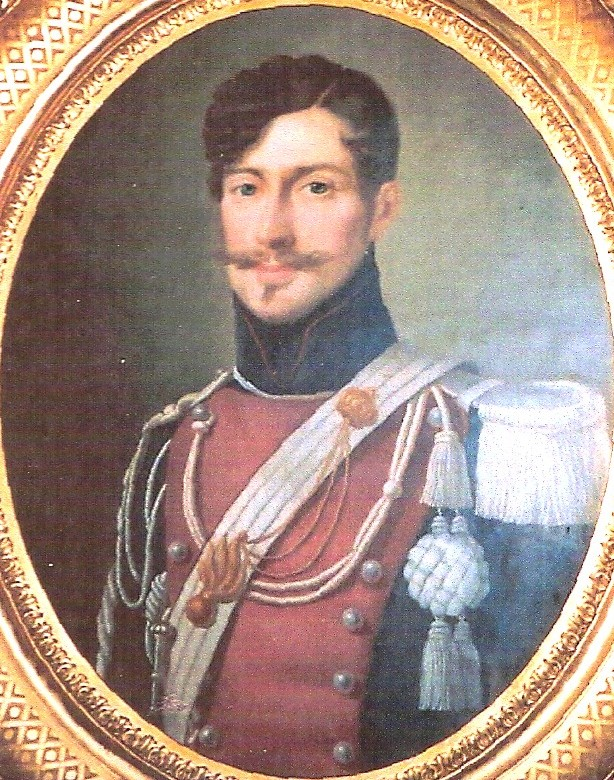
Robert Claret de Fleurieu.
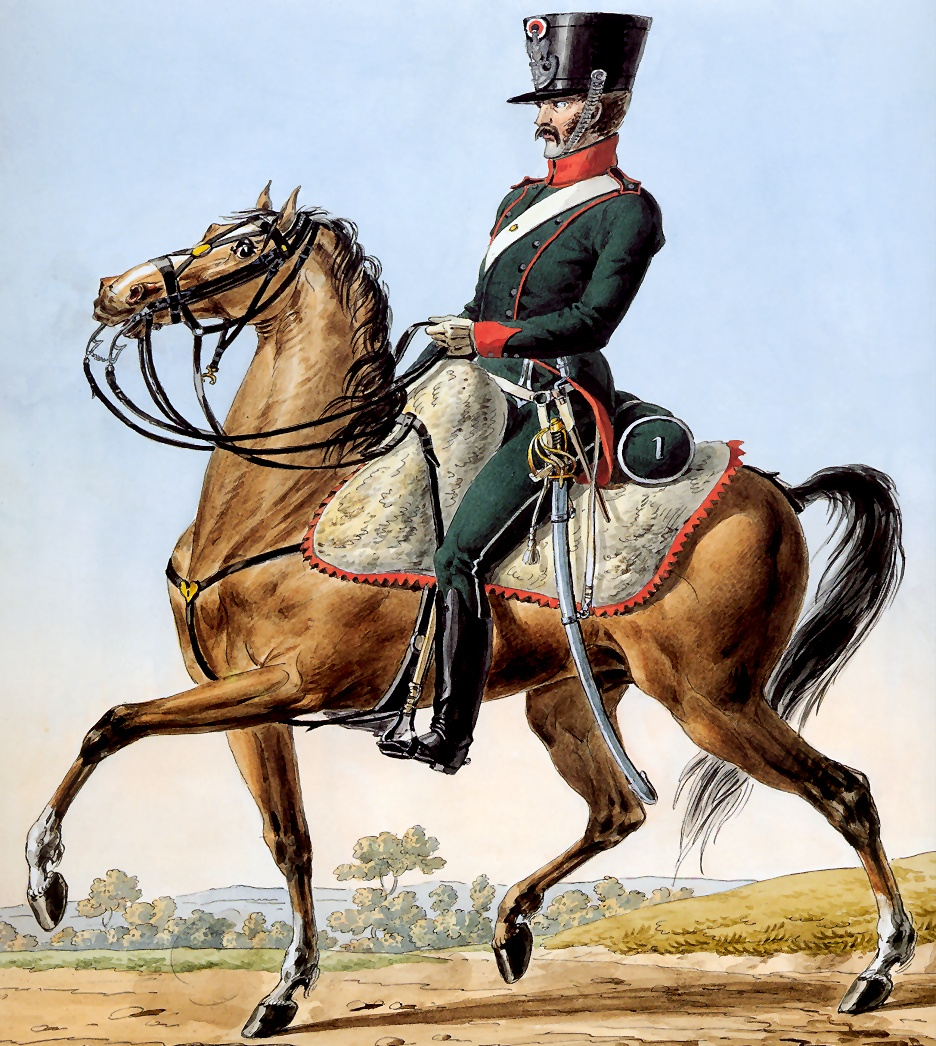
1er régiment de chasseurs à cheval de la Grande Armée.
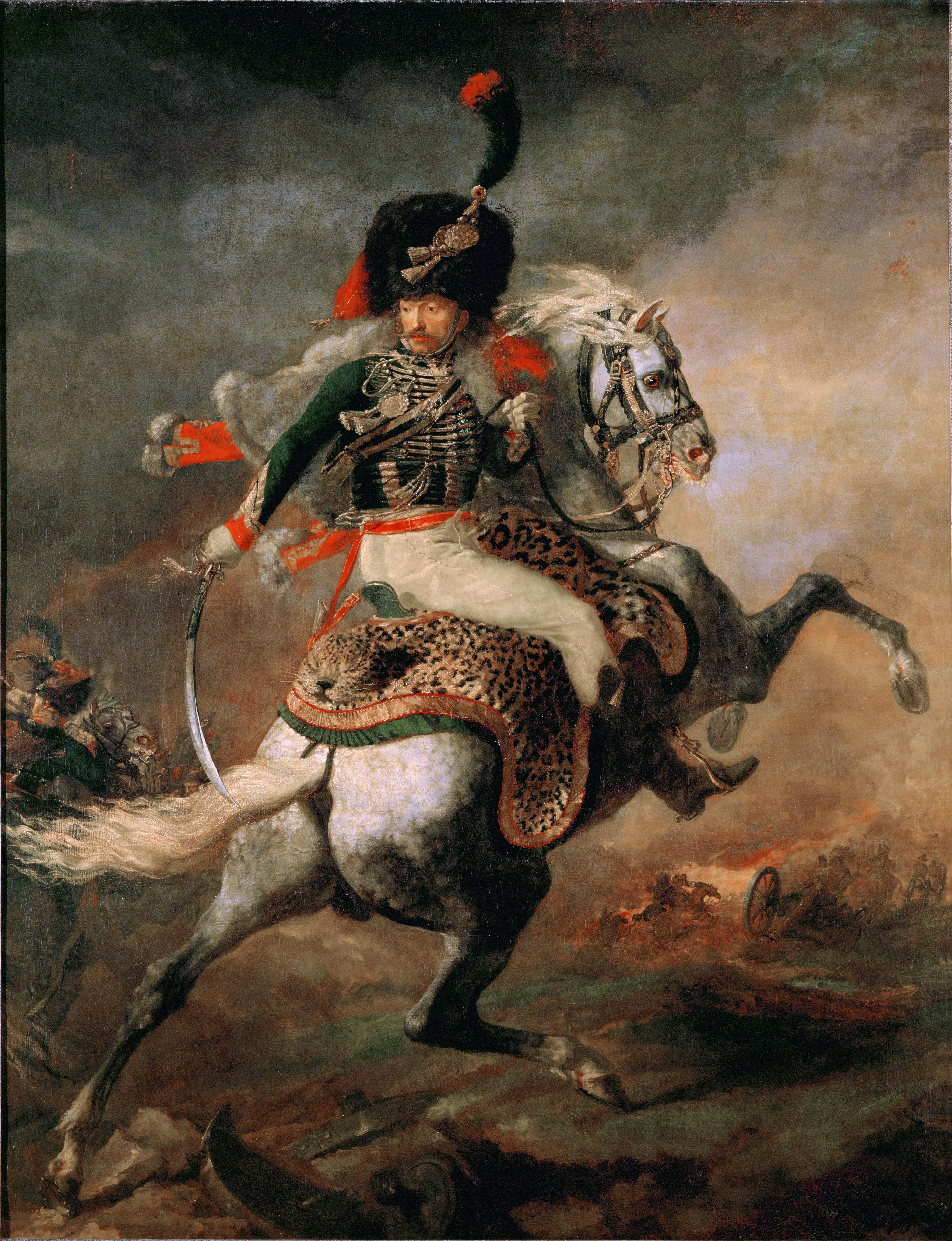
Officier de chasseurs à cheval de la garde impériale chargeant.
Chasseurs d'Afrique, 1870.

Des corps de chasseurs à cheval au service de la France sont également formés hors de France :
- les 1er et 2e régiment de chasseurs à cheval de la république cisalpine puis du royaume d'Italie (1800-1814 et 1808-1814),

- les chasseurs à cheval ioniens (de), une compagnie de chasseurs issus du 25e régiment de chasseurs à cheval (1808-1814),

- les chasseurs d'Afrique, initialement recrutés en Algérie et encadrés par des chasseurs à cheval (1831-1841),
- les chasseurs à cheval libanais, recrutés dans la République libanaise (1937-1945).

## Belgique

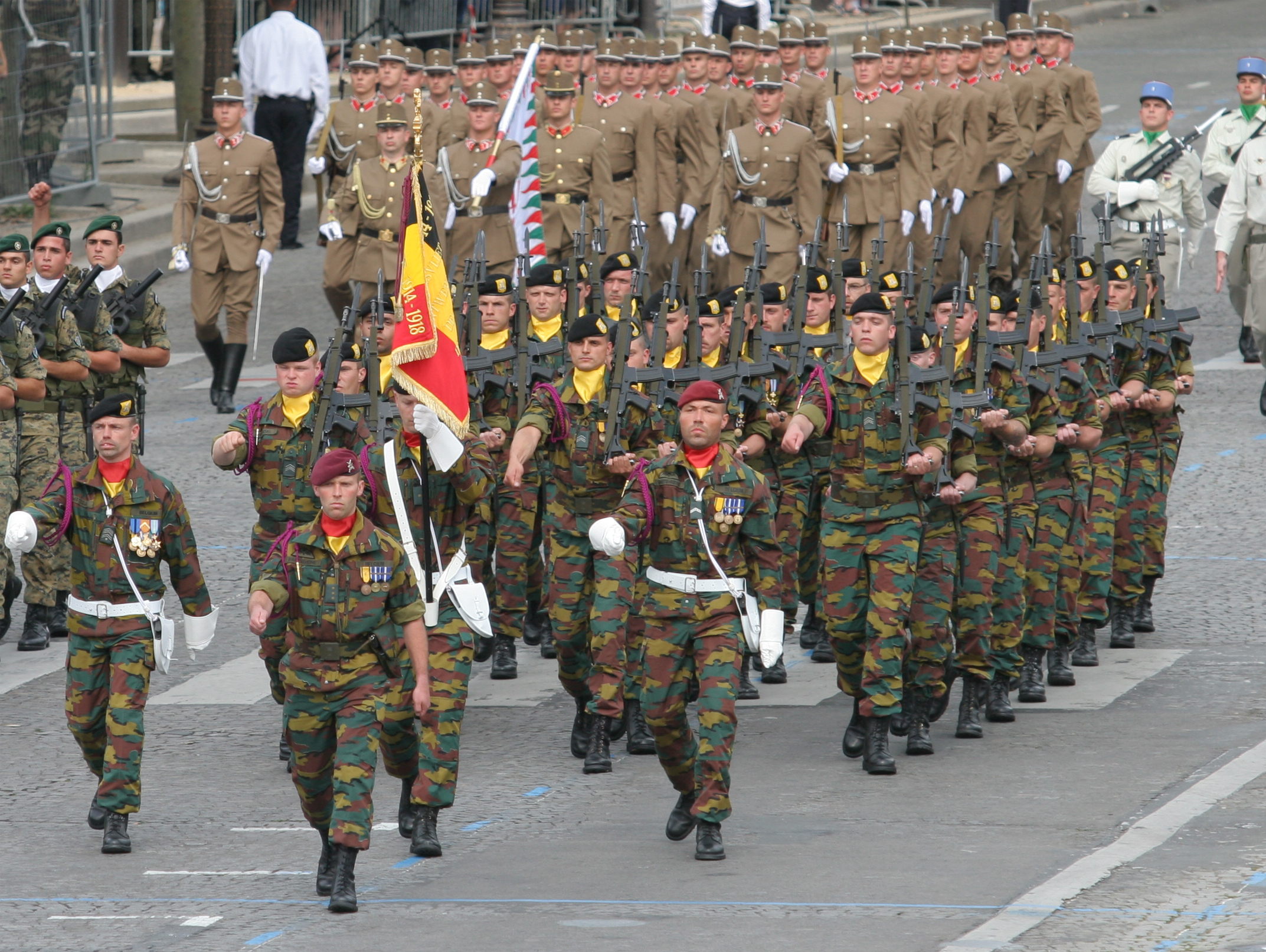
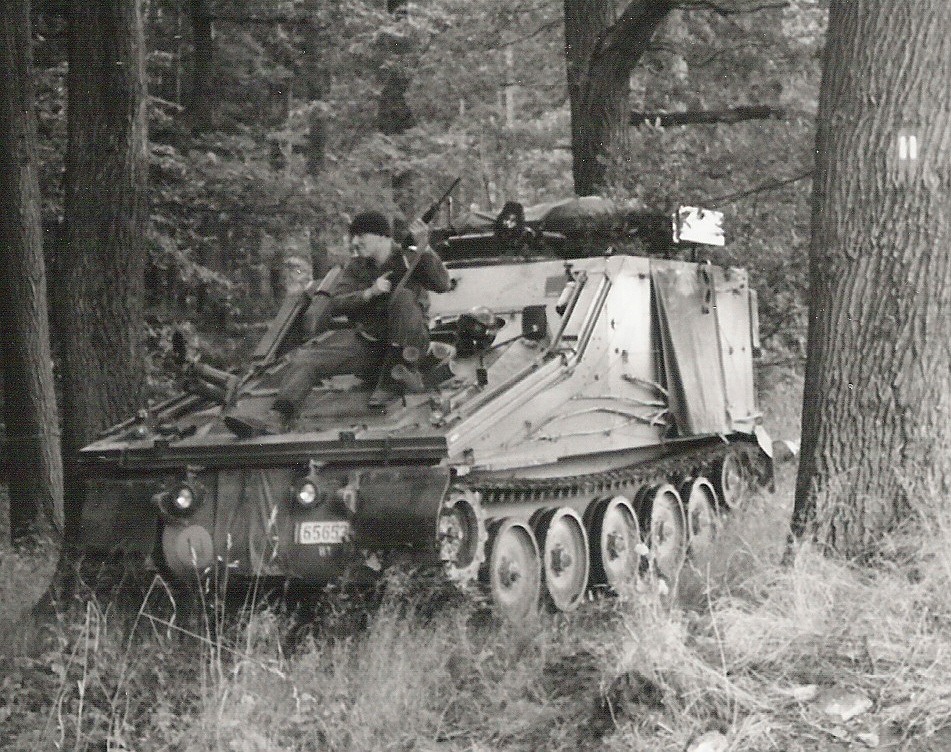
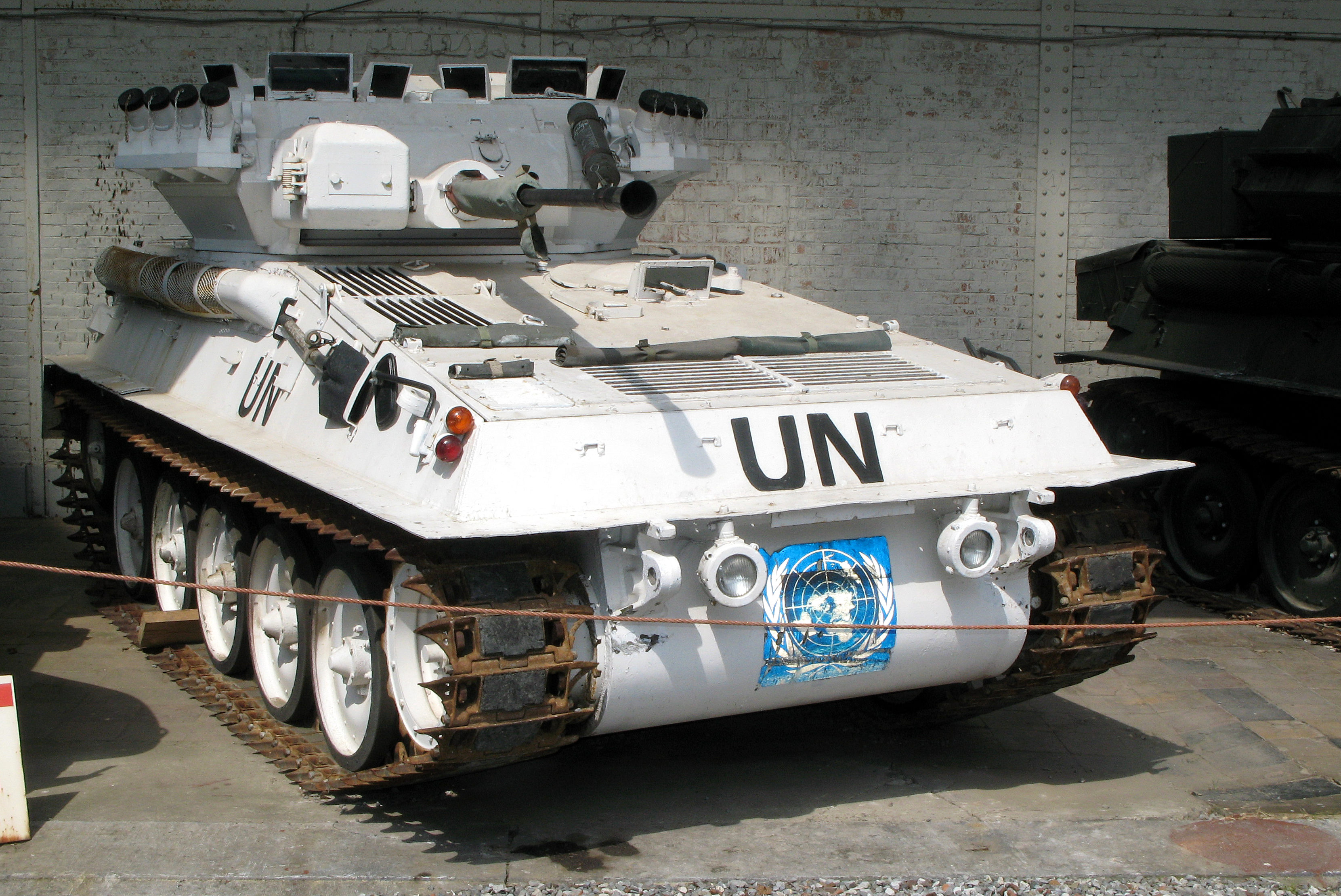

## Pologne

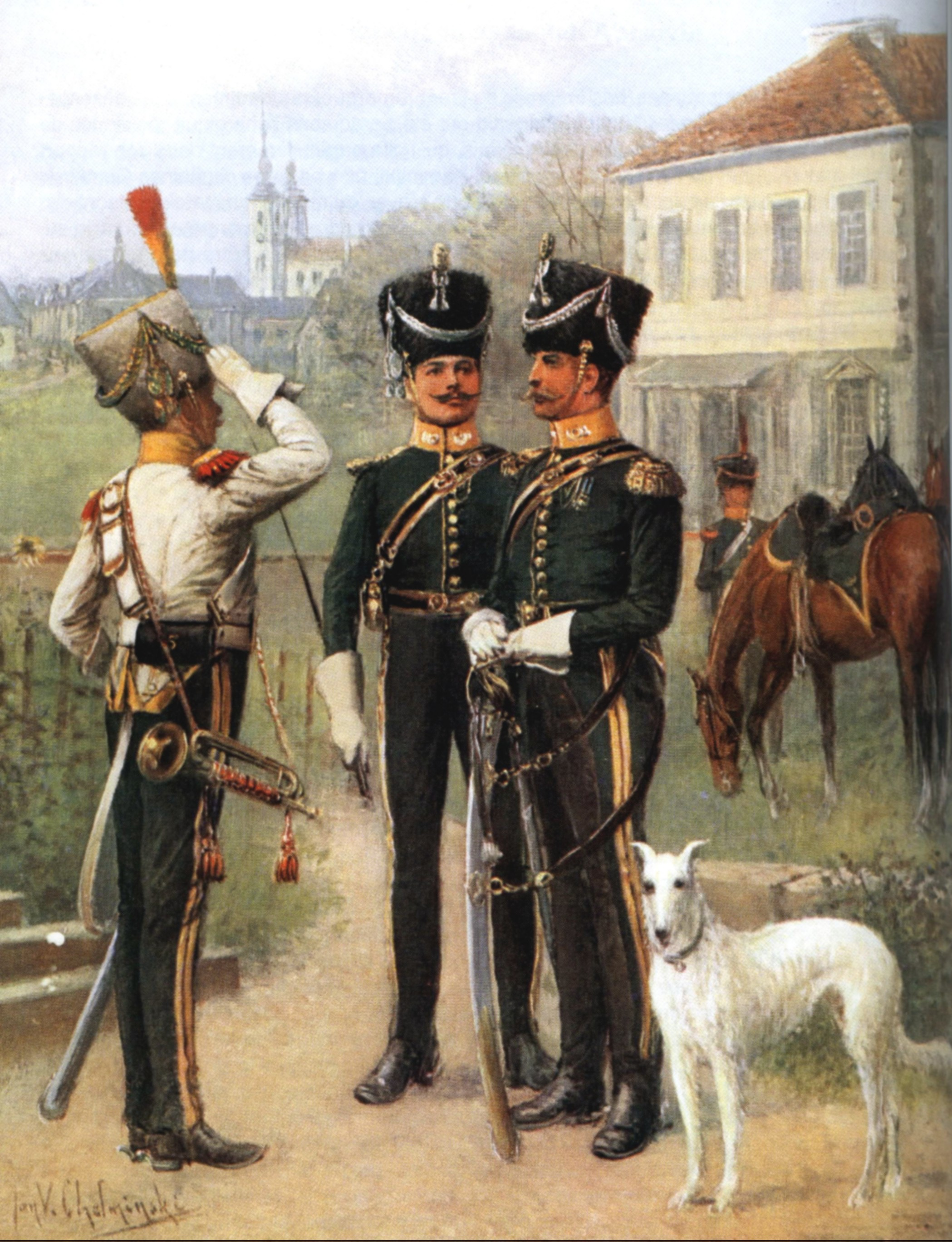
5e régiment de chasseurs du Duché de Varsovie.

## États allemands

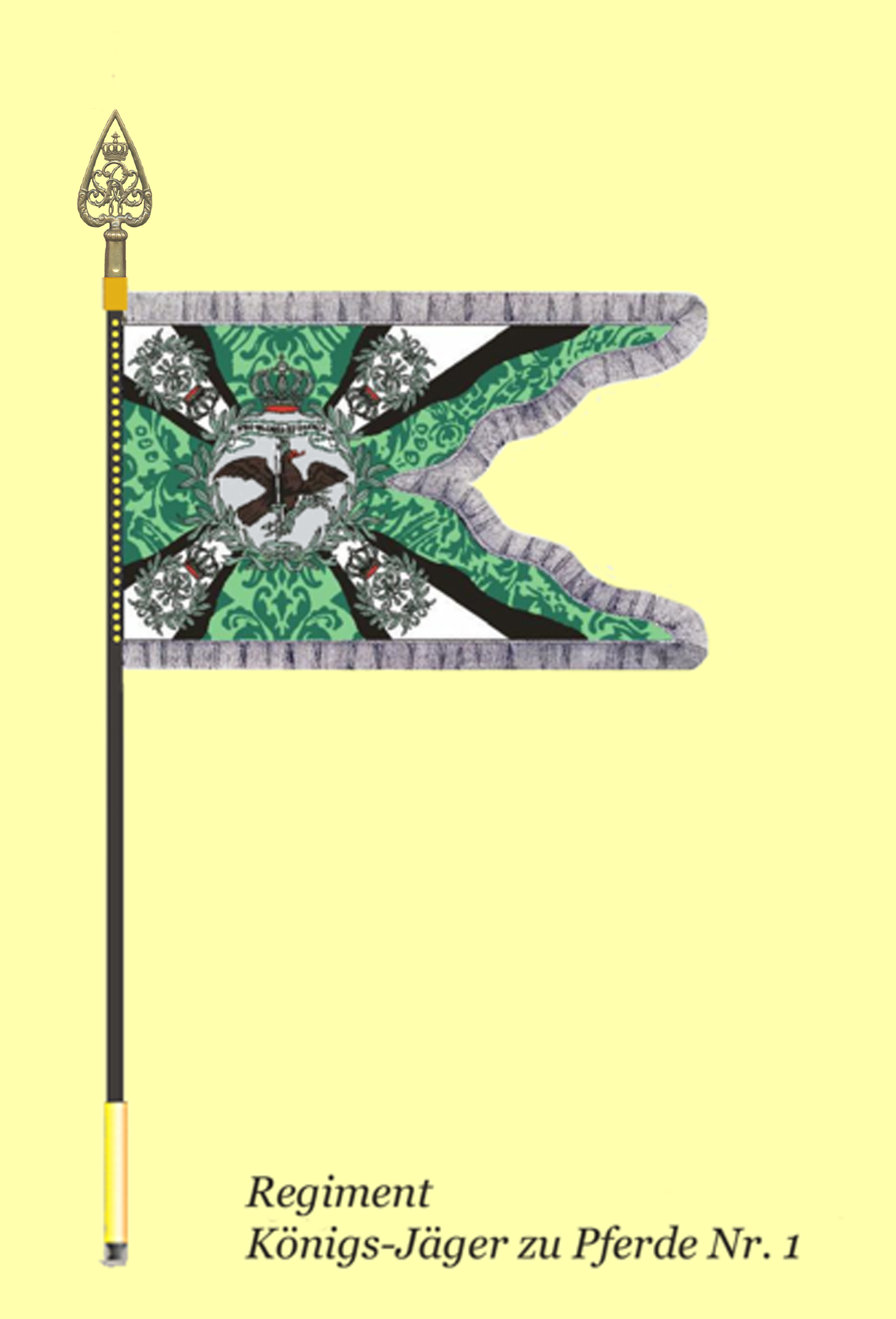
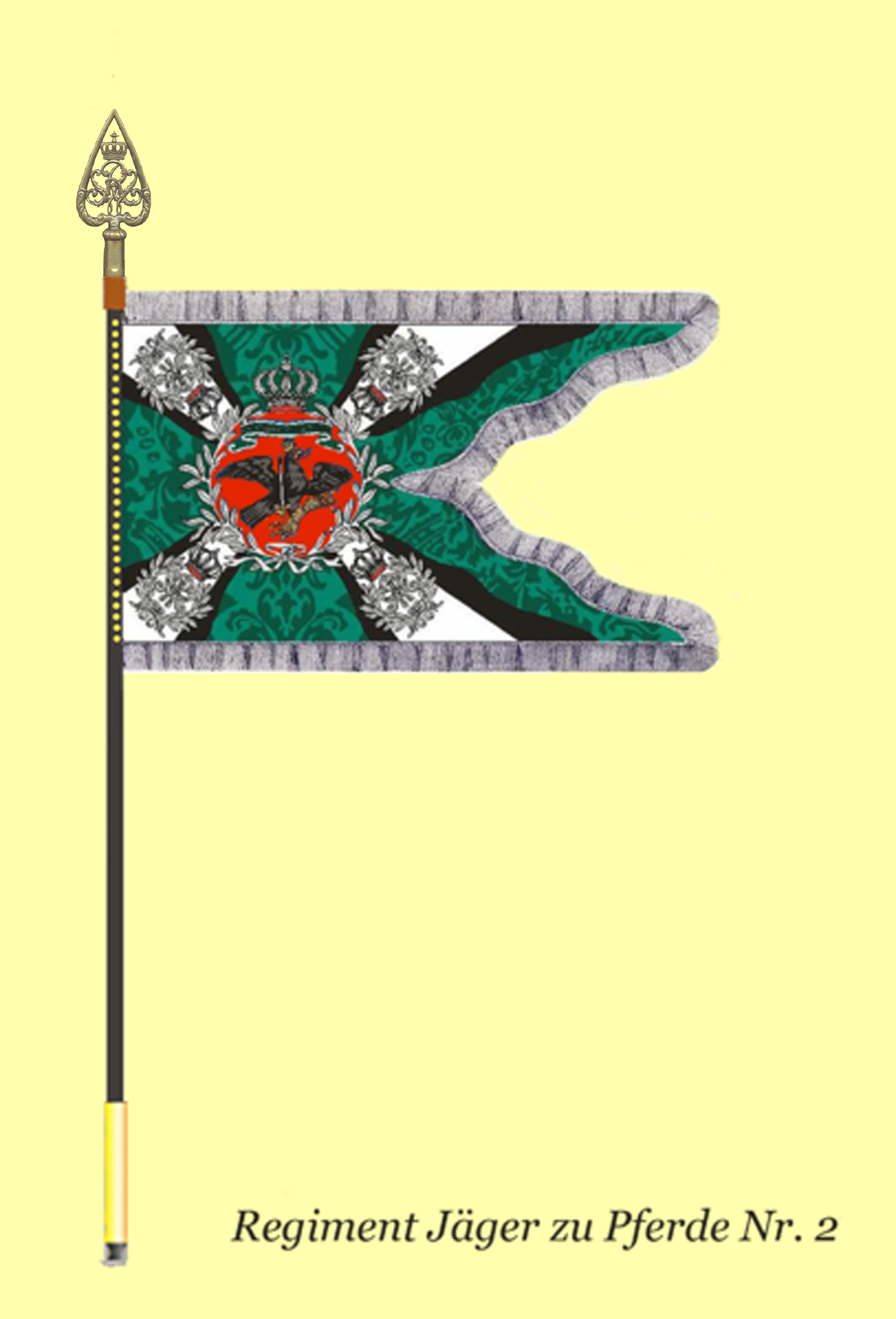
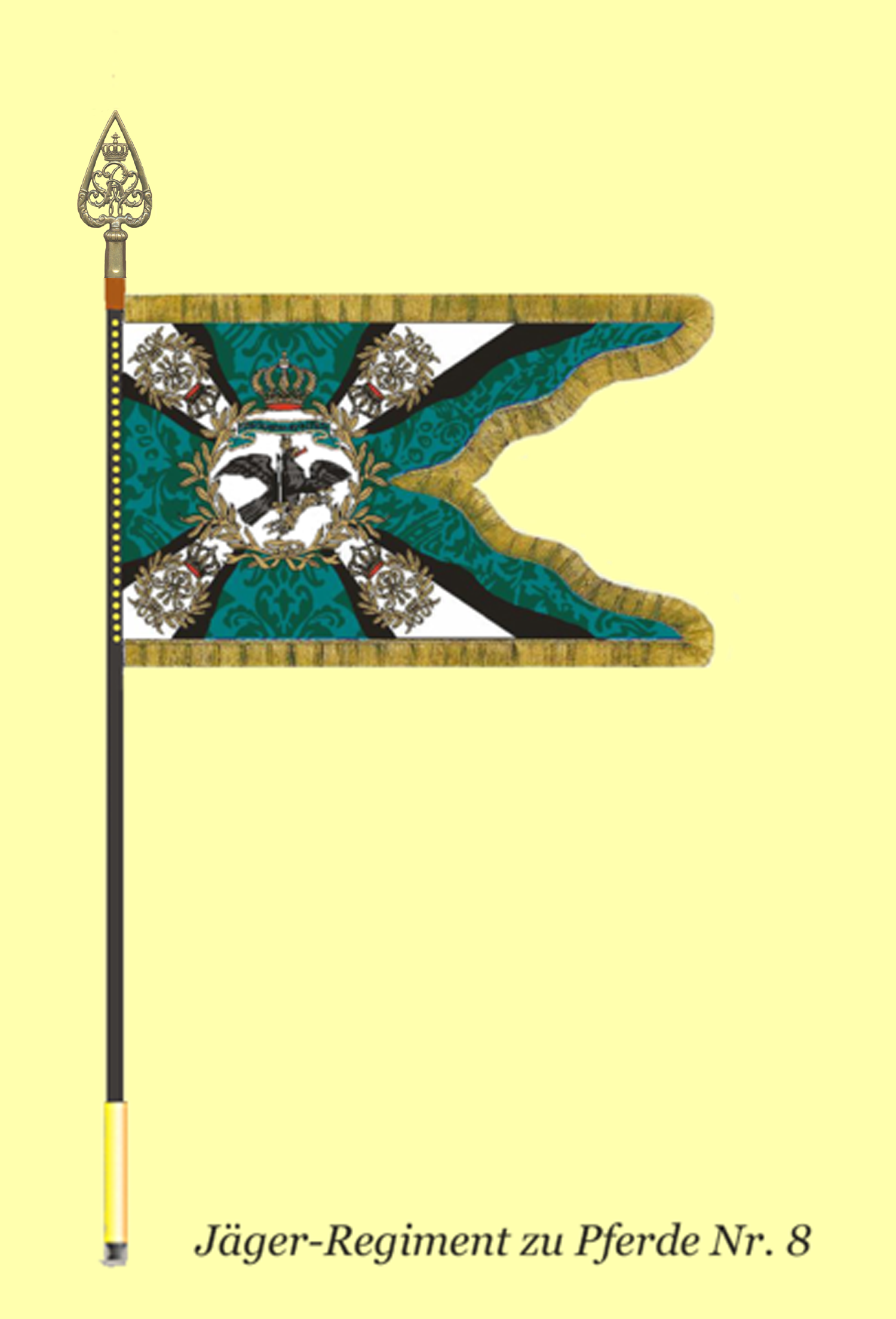
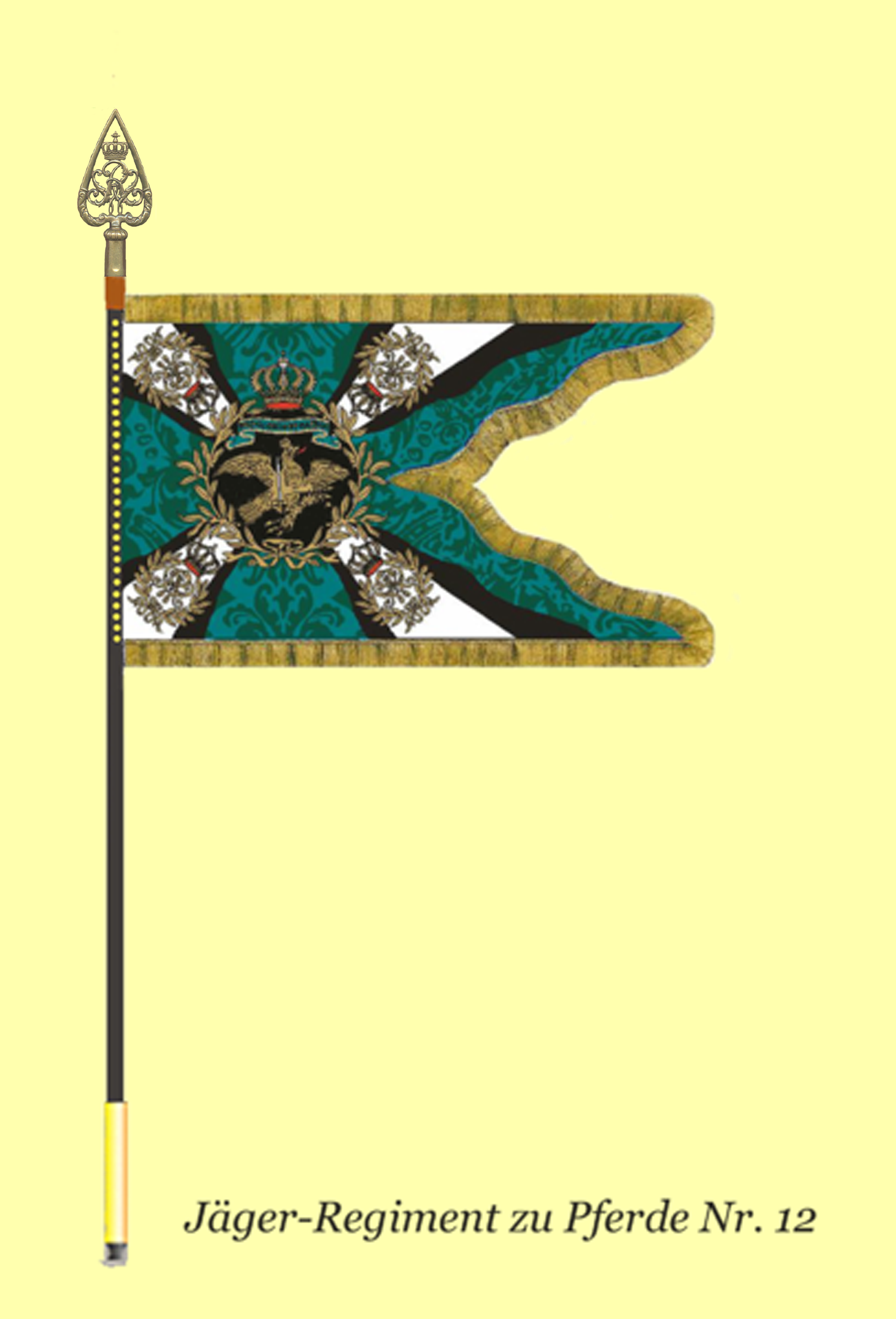

Étendards des régiments de chasseurs à cheval prussiens